# 陳如松
陳如松（16世紀—17世紀），原名陳賡，字白南，福建泉州府同安縣翔風陳坑人，明朝政治人物。

## 生平
陳如松自廩生入國子監，中萬曆四十年（1612年）的順天鄉試舉人，授蕭山知縣，上任後革除常例、免去罪贖，曾從未時至酉時坐在公庭連續判決三十五件案件也沒有冤枉人民；又為民興利，以縣內河流東去不利民財，興建堤壩截流，另開雙河土丘令水南繞出大通橋，又北繞舊有河道，築三橋二塔，獲稱吏治為浙中第一。
之後陳如松因為忤逆上級遭調任河源與信宜知縣，拆毀權宦霸佔的私室，恢復為縣內學宮，也不讓宦官佔據泡泉；調任太倉知州，治訟時大事則勸解，小事則罵走，臺司巡視時就拿出自己金錢購買粗食舉行宴會，上級責備他也不為所動，又曾一夜間批改千多份童子試卷，落榜者前來懇求入榜，他問及姓名後立刻背誦其文章的瑕疵句子。他也是書法名家，別人請他寫字，立刻答應，兩年後辭官回鄉，著有《蓮山集語抄》、《學庸解百篇詩》、《老來吟》等稿。

## 引用
1. 1 2  嘉慶《同安縣志·卷二十一·人物》：陳如松，字白南，萬歷壬子順天舉人，授蕭山令，革常例、除罪贖，嘗坐公庭自未至酉，連判三十五事無稱冤者，嚴盜賊摘伏如神，有被殺者無踪，疏邑城隍，犯忽自到；為民興利而抑富豪，以邑水東去不利民財，乃築壩截其流別開雙河塍，使水折而南注遶出大通橋，又北注以遶於舊道，凡為橋三、建塔二，朱直指稱其吏治為浙中第一。以忤上官調簡補信宜，旋改河源，邑學宮為勢宦占營私室，如松立毀其室復之，有泡泉宦㨿焉，如松曰：「山川之靈，豈供凶人口腹？」投筆泉水立涸；擢守太倉，事無劇易立解，治訟大者為勸解，小者斥去之候，臺司出餒則攜袖中錢市糲食，供帳上官簡脫，雖譴責不動。嘗試童子卷千餘，一日夜發榜，遺者求續，問姓名誦其疵句皆走匿，書法名家，人乞書立應，二年拂衣去，瀟洒不羈，所著有《蓮山集語抄》、《學庸解百篇詩》、《老來吟》諸稿。
2. ↑  嘉慶《同安縣志·卷十七·選舉》：舉人……萬歷四十年壬子解元高崇穀……附同科不同榜 陳如松 字白南，翔風陳坑人，住西浦，中順天試，太倉守，有傳……貢生……萬歷……陳如松 陳坑人，廩生入監，原名賡，順天壬子舉人
3. ↑  乾隆《蕭山縣志·卷二十二·名宦》：陳如松，字白甫【南】，福建同安人，萬歷中由舉人知蕭山，為民興利而頗抑富豪，曰：「此所謂放利多怨者也。」蕭邑水皆東去，形家云不利，乃築壩截其流別開雙河塍，使水折而南注遶出大通橋，又北注以遶于舊道，凡為橋三、建塔二，後陞太倉知州。 舊志
4. ↑  民國《太倉州志·卷十二·名宦》：陳如松，字白南，同安人，由蕭山知縣陞知州，性落拓，絕一切尺幅，然負高才有強力，事無劇易五官并給，治大訟呼兩造，搖手何苦冤結，我為若解之；小訟開兩手作勢曰：多事逐去。州例官放衙管庫，吏治具以進，如松叱去；謁臺司候久，出袖中錢市櫔食以食，即臺司至供帳簡脫，詰責亦不動。嘗試童子，卷千餘一夜榜發，有愬遺者，如松問姓名即誦其疵句，驚相匿去；書法名家，人乞書就判案應之，後以忤上官意拂衣去。